# アンドリュー・モンドシェイン
アンドリュー・モンドシェイン（Andrew Steven Mondshein, ACE、1957年2月28日 - ）は、アメリカ合衆国の映画編集技師。

## 来歴
フロリダ大学卒業。シドニー・ルメットやラッセ・ハルストレム、M・ナイト・シャマラン監督作品の編集を多く手がけている。1999年、映画『シックス・センス』で第4回ゴールデン・サテライト賞映画部門編集賞を受賞。
アメリカ映画編集者協会の会員。

## 主な作品
- ガルボトーク/夢のつづきは夢… Garbo Talks (1984)
- マドンナのスーザンを探して Desperately Seeking Susan (1985)
- キングの報酬 Power (1986)
- 新生人Mr.アンドロイド Making Mr. Right (1987)
- 旅立ちの時 Running On Empty (1988)
- 私のパパはマフィアの首領 Cookie (1989)
- ファミリービジネス Family Business (1989)
- ワンス・アラウンド Once Around (1991)
- 男が女を愛する時 Women & Men 2: In Love There Are No Rules (1991) テレビ映画
- 刑事エデン/追跡者 A Stranger Among Us (1992)
- ギルバート・グレイプ What's Eating Gilbert Grape (1993)
- 3人のエンジェル To Wong Foo Thanks for Everything, Julie Newmar (1995)
- 新・ハダシの重役/ねらえ!高視聴率 The Barefoot Executive (1995) テレビ映画
- 輝きの海 Swept from the Sea (1997)
- 翼のない天使 Wide Awake (1998)
- リターン・トゥ・パラダイス Return to Paradise (1998)
- シックス・センス The Sixth Sense (1999)
- ロスト・ソウルズ Lost Souls (2000)
- ショコラ Chocolat (2000)
- シッピング・ニュース The Shipping News (2001)
- アナライズ・ユー Analyze That (2002)
- アンフィニッシュ・ライフ An Unfinished Life (2005)
- カサノバ Casanova (2005)
- ザ・ホークス ハワード・ヒューズを売った男 The Hoax (2006)
- ラブ・アペタイザー Feast of Love (2007)
- フロウ Flow: For Love of Water (2008)
- みんな元気 Everybody's Fine (2009)
- リメンバー・ミー Remember Me (2010)
- 我が家のおバカで愛しいアニキ Our Idiot Brother (2011)
- ティモシーの小さな奇跡 The Odd Life of Timothy Green (2012)
- セイフ ヘイヴン Safe Haven (2013)
- ブラインド・フィアー Penthouse North (2013)
- マダム・マロリーと魔法のスパイス The Hundred-Foot Journey (2014)
- ハンズ・オブ・ラヴ 手のひらの勇気 Freeheld (2015)
- ザ・マミー/呪われた砂漠の王女 The Mummy (2017)
- バリー・シール/アメリカをはめた男 American Made (2017)
- マ・レイニーのブラックボトム Ma Rainey's Black Bottom (2020)
- 闇はささやく Things Heard & Seen (2021)
- カオス・ウォーキング Chaos Walking (2021)